# Saíra-de-cabeça-dourada
A saíra-de-cabeça-dourada (Tangara xanthocephala) é uma espécie de ave da família Thraupidae. Encontrada nos Andes do norte da Bolívia, Colômbia, Equador, Peru e Venezuela, habita florestas nubladas, bordas de florestas e florestas secundárias, com preferência por áreas com árvores cobertas de musgo. É uma espécie de tamanho médio entre os membros de seu gênero, com corpo azul-esverdeado e cabeça amarela com a testa, loro, área orbital e queixo pretos.
Forrageia em pares ou pequenos grupos de 3 a 7 indivíduos, geralmente integrando bandos mistos de forrageamento. É a espécie mais frugívora do gênero Tangara, embora também se alimente de insetos. Forma pares reprodutivos e acredita-se que seja socialmente monogâmica. O único ninho conhecido continha uma ninhada de dois ovos. Está classificada como espécie pouco preocupante pela União Internacional para a Conservação da Natureza (IUCN) na Lista Vermelha da IUCN, mas pode ser ameaçada pela destruição de habitat.

## Taxonomia e sistemática
A saíra-de-cabeça-dourada foi descrita como Callospiza xanthocephala por Johann Tschudi em 1844, com base em um espécime do Peru. O nome genérico Tangara deriva da palavra tupi tangara, que significa "dançarino". O nome específico xanthocephala vem do grego antigo ξανθος (xanthos), que significa amarelo, e κεφαλος (kephalos), que significa cabeça. O nome em inglês, saffron-crowned tanager, é o nome comum oficial designado pela International Ornithologists' Union.
É uma das 27 espécies do gênero Tangara. Dentro do gênero, foi agrupada em 1987 por Isler e Isler com a saíra-de-bigode-azul [en], saíra-ouro, saíra-esmeralda, saíra-dourada [en], saíra-de-papo-prateado, saíra-de-orelha-dourada [en] e saíra-cara-de-fogo. Essa colocação é apoiada por um estudo de 2004 sobre DNA mitocondrial por Kevin Burns e Kazuya Naoki. Dentro do grupo de espécies, a saíra-de-cabeça-dourada é irmã de um clado formado por saíra-de-bigode-azul, saíra-ouro, saíra-esmeralda, saíra-dourada, saíra-de-papo-prateado e saíra-cara-de-fogo. O seguinte cladograma mostra as relações filogenéticas dentro do grupo de espécies com base no estudo citado:
|  | Saíra-de-bigode-azul [en] (Tangara johannae)                                                               |
|  | |
|  | \| \| Saíra-ouro (Tangara schrankii) \| \| \| \| \| \| Saíra-cara-de-fogo (Tangara parzudakii) \| \| \| \| |
|  | |
|  | Saíra-ouro (Tangara schrankii)                                                                             |
|  | |
|  | Saíra-cara-de-fogo (Tangara parzudakii)                                                                    |
|  | |

|  | Saíra-ouro (Tangara schrankii)          |
|  |                                         |
|  | Saíra-cara-de-fogo (Tangara parzudakii) |
|  |                                         |

|  | Saíra-de-papo-prateado (Tangara icterocephala) |
|  |                                                |
|  | Saíra-esmeralda (Tangara florida)              |
|  |                                                |

|  | Saíra-dourada [en] (Tangara arthus) |
|  |                                     |

|  | Saíra-de-papo-prateado (Tangara icterocephala) |
|  |                                                |
|  | Saíra-esmeralda (Tangara florida)              |
|  |                                                |

|  | Saíra-dourada [en] (Tangara arthus) |
|  |                                     |

|  | Saíra-de-bigode-azul [en] (Tangara johannae)                                                               |
|  | |
|  | \| \| Saíra-ouro (Tangara schrankii) \| \| \| \| \| \| Saíra-cara-de-fogo (Tangara parzudakii) \| \| \| \| |
|  | |
|  | Saíra-ouro (Tangara schrankii)                                                                             |
|  | |
|  | Saíra-cara-de-fogo (Tangara parzudakii)                                                                    |
|  | |

|  | Saíra-ouro (Tangara schrankii)          |
|  |                                         |
|  | Saíra-cara-de-fogo (Tangara parzudakii) |
|  |                                         |

|  | Saíra-de-papo-prateado (Tangara icterocephala) |
|  |                                                |
|  | Saíra-esmeralda (Tangara florida)              |
|  |                                                |

|  | Saíra-dourada [en] (Tangara arthus) |
|  |                                     |

|  | Saíra-de-papo-prateado (Tangara icterocephala) |
|  |                                                |
|  | Saíra-esmeralda (Tangara florida)              |
|  |                                                |

|  | Saíra-dourada [en] (Tangara arthus) |
|  |                                     |

|  | Saíra-de-bigode-azul [en] (Tangara johannae)                                                               |
|  | |
|  | \| \| Saíra-ouro (Tangara schrankii) \| \| \| \| \| \| Saíra-cara-de-fogo (Tangara parzudakii) \| \| \| \| |
|  | |
|  | Saíra-ouro (Tangara schrankii)                                                                             |
|  | |
|  | Saíra-cara-de-fogo (Tangara parzudakii)                                                                    |
|  | |

|  | Saíra-ouro (Tangara schrankii)          |
|  |                                         |
|  | Saíra-cara-de-fogo (Tangara parzudakii) |
|  |                                         |

|  | Saíra-de-papo-prateado (Tangara icterocephala) |
|  |                                                |
|  | Saíra-esmeralda (Tangara florida)              |
|  |                                                |

|  | Saíra-dourada [en] (Tangara arthus) |
|  |                                     |

|  | Saíra-de-papo-prateado (Tangara icterocephala) |
|  |                                                |
|  | Saíra-esmeralda (Tangara florida)              |
|  |                                                |

|  | Saíra-dourada [en] (Tangara arthus) |
|  |                                     |

|  | Saíra-de-bigode-azul [en] (Tangara johannae)                                                               |
|  | |
|  | \| \| Saíra-ouro (Tangara schrankii) \| \| \| \| \| \| Saíra-cara-de-fogo (Tangara parzudakii) \| \| \| \| |
|  | |
|  | Saíra-ouro (Tangara schrankii)                                                                             |
|  | |
|  | Saíra-cara-de-fogo (Tangara parzudakii)                                                                    |
|  | |

|  | Saíra-ouro (Tangara schrankii)          |
|  |                                         |
|  | Saíra-cara-de-fogo (Tangara parzudakii) |
|  |                                         |

|  | Saíra-de-papo-prateado (Tangara icterocephala) |
|  |                                                |
|  | Saíra-esmeralda (Tangara florida)              |
|  |                                                |

|  | Saíra-dourada [en] (Tangara arthus) |
|  |                                     |

|  | Saíra-de-papo-prateado (Tangara icterocephala) |
|  |                                                |
|  | Saíra-esmeralda (Tangara florida)              |
|  |                                                |

|  | Saíra-dourada [en] (Tangara arthus) |
|  |                                     |

### Subespécies
Existem três subespécies reconhecidas da saíra-de-cabeça-dourada, que diferem na coloração da coroa.
- T. x. venusta (Sclater, PL, 1855): Ocorre do sul da Venezuela ao centro do Peru. Tem um píleo amarelo puro.[7]
- T. x. xanthocephala (Tschudi, 1844): A subespécie nominal, encontrada no centro do Peru.[7]
- T. x. lamprotis (Sclater, PL, 1851): Ocorre do sudeste do Peru à Bolívia. O píleo é amarelo-alaranjado.[7]

## Descrição
A saíra-de-cabeça-dourada é uma espécie de tamanho médio, com comprimento de 12,5 a 13,5 cm e massa de 15 a 23,6 g. Ambos os sexos têm aparência semelhante. Os adultos têm corpo azul-esverdeado com estrias escuras no dorso. A testa, loro, área orbital (região ao redor dos olhos) e queixo são pretos, enquanto o restante da cabeça é amarelo, com um tom alaranjado no píleo. As asas e penas da cauda são pretas, com bordas azul-esverdeadas. O centro do ventre e as coberteiras das penas inferiores da cauda são cor de couro. A íris é marrom-escura, o bico é preto e os pés são cinza. Os filhotes são semelhantes aos adultos, mas mais opacos e esverdeados. Também têm verde-amarelado em vez de amarelo na cabeça e partes inferiores com bordas cor de couro.
A saíra-de-cabeça-dourada pode ser confundida com a saíra-de-orelha-dourada e a saíra-cara-de-fogo. Pode ser distinguida da primeira por seu píleo médio e nuca pretas, e da segunda por seu dorso preto sólido e mancha opalescente nas coberteiras das asas.

### Vocalizações
Os chamados da saíra-de-cabeça-dourada incluem um tsit fino e agudo e um tsew descendente agudo. Seus cantos podem ser uma série de notas agudas e estridentes.

## Distribuição e habitat
A saíra-de-cabeça-dourada é encontrada nos Andes da Bolívia, Colômbia, Equador, Peru e Venezuela, onde habita florestas nubladas, bordas de florestas e florestas secundárias. Também ocorre em plantações sombreadas e árvores grandes próximas a clareiras e pastagens. A espécie prefere áreas com árvores cobertas de musgo e vive em altitudes entre 1.000 e 2.700 m.

## Comportamento e ecologia
A saíra-de-cabeça-dourada é geralmente encontrada em pares ou pequenos grupos de 3 a 10 indivíduos, principalmente em bandos mistos de forrageamento com outras espécies de seu gênero e outras aves do dossel florestal. Na Venezuela, é mais frequentemente vista com a saíra-de-lantejoulas [en], a saíra-dourada e a saíra-de-barrete-preto [en].

### Dieta
A saíra-de-cabeça-dourada é a espécie mais frugívora de seu gênero. Consome frutos de Cecropia, Morus, Miconia e outros da família Melastomataceae. Também se alimenta de insetos. É muito ativa durante o forrageamento, com indivíduos movendo-se ou saltando constantemente. O forrageamento ocorre principalmente no dossel florestal, embora frutos sejam coletados em todas as alturas. Os frutos são recolhidos principalmente em posição ereta, mas os insetos são forrageados principalmente em galhos cobertos de musgo, inspecionando ambos os lados do galho, alcançando aglomerados de musgo ou enfiando a cabeça inteira no musgo.

### Reprodução
A saíra-de-cabeça-dourada forma pares reprodutivos e acredita-se que seja socialmente monogâmica. Indivíduos em plumagem reprodutiva foram relatados de março a julho. Filhotes foram registrados em abril na Venezuela, em março, abril e setembro na Colômbia, em fevereiro, abril e agosto no Peru, e em novembro e dezembro na Bolívia. O único ninho conhecido foi encontrado em novembro, posicionado a 12 m de altura em musgo na parte inferior do galho mais baixo de uma árvore, contendo uma ninhada de dois ovos.

## Estado de conservação
A saíra-de-cabeça-dourada está classificada como espécie pouco preocupante pela União Internacional para a Conservação da Natureza (IUCN) na Lista Vermelha da IUCN, devido à sua ampla distribuição e ausência de declínio populacional significativo. No entanto, a espécie é ameaçada pela destruição de habitat.